# Estudos das Escrituras

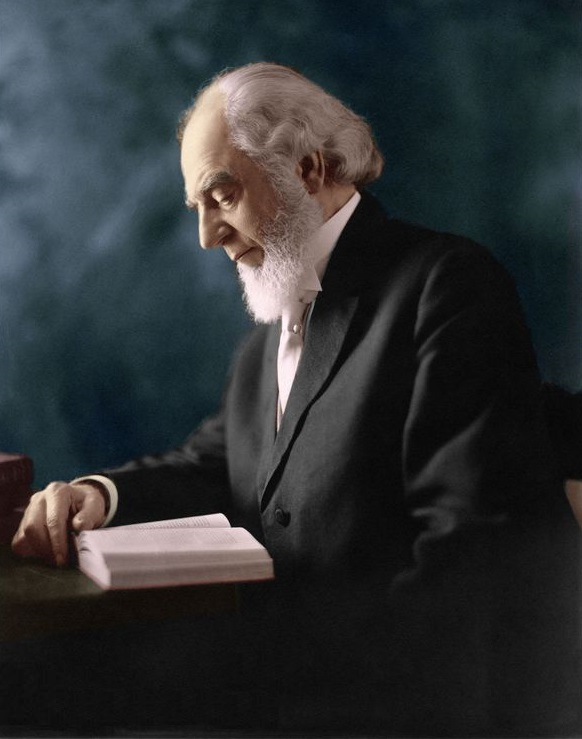
Charles Taze Russell.

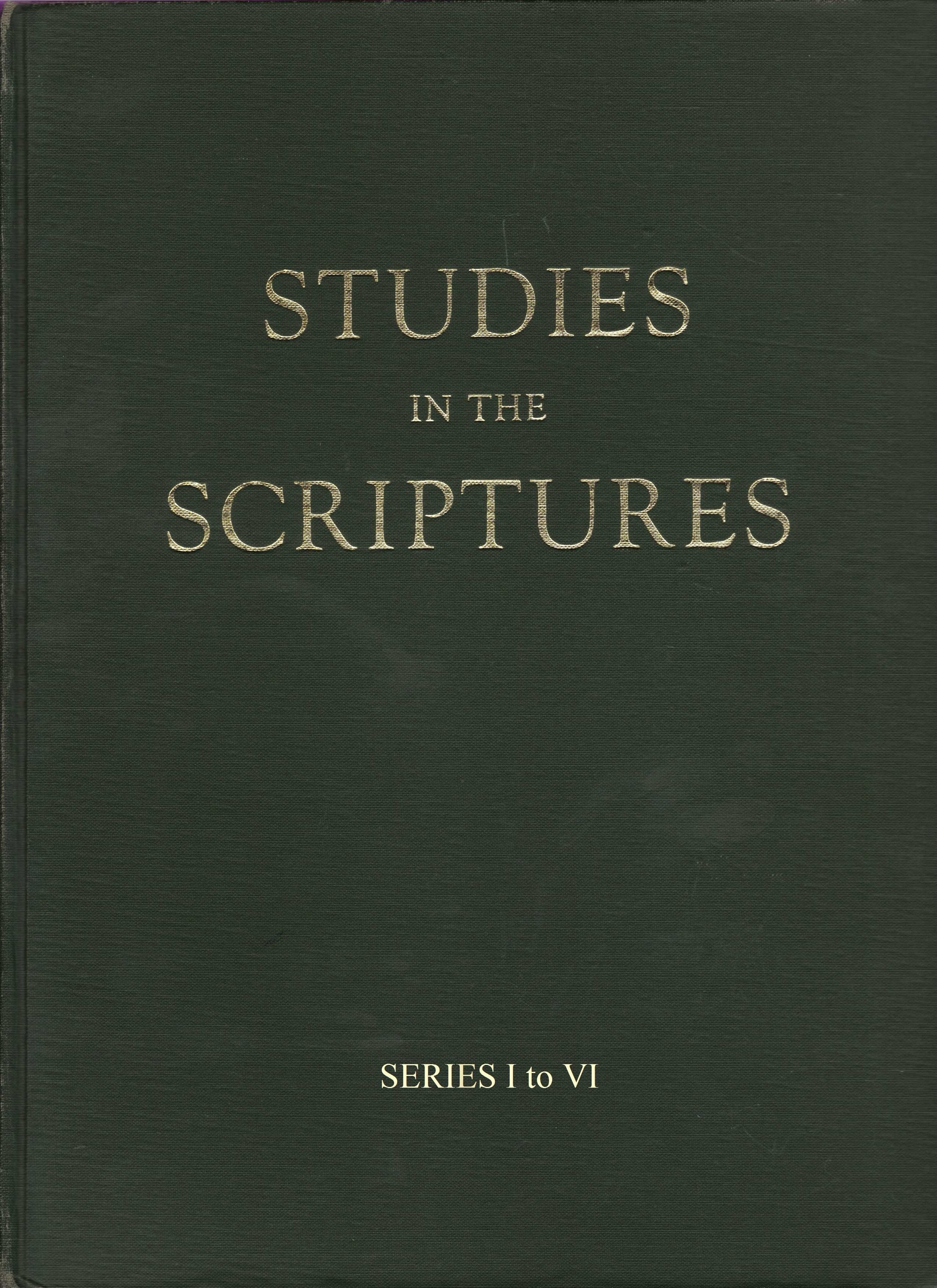
Estudos_das_Escrituras

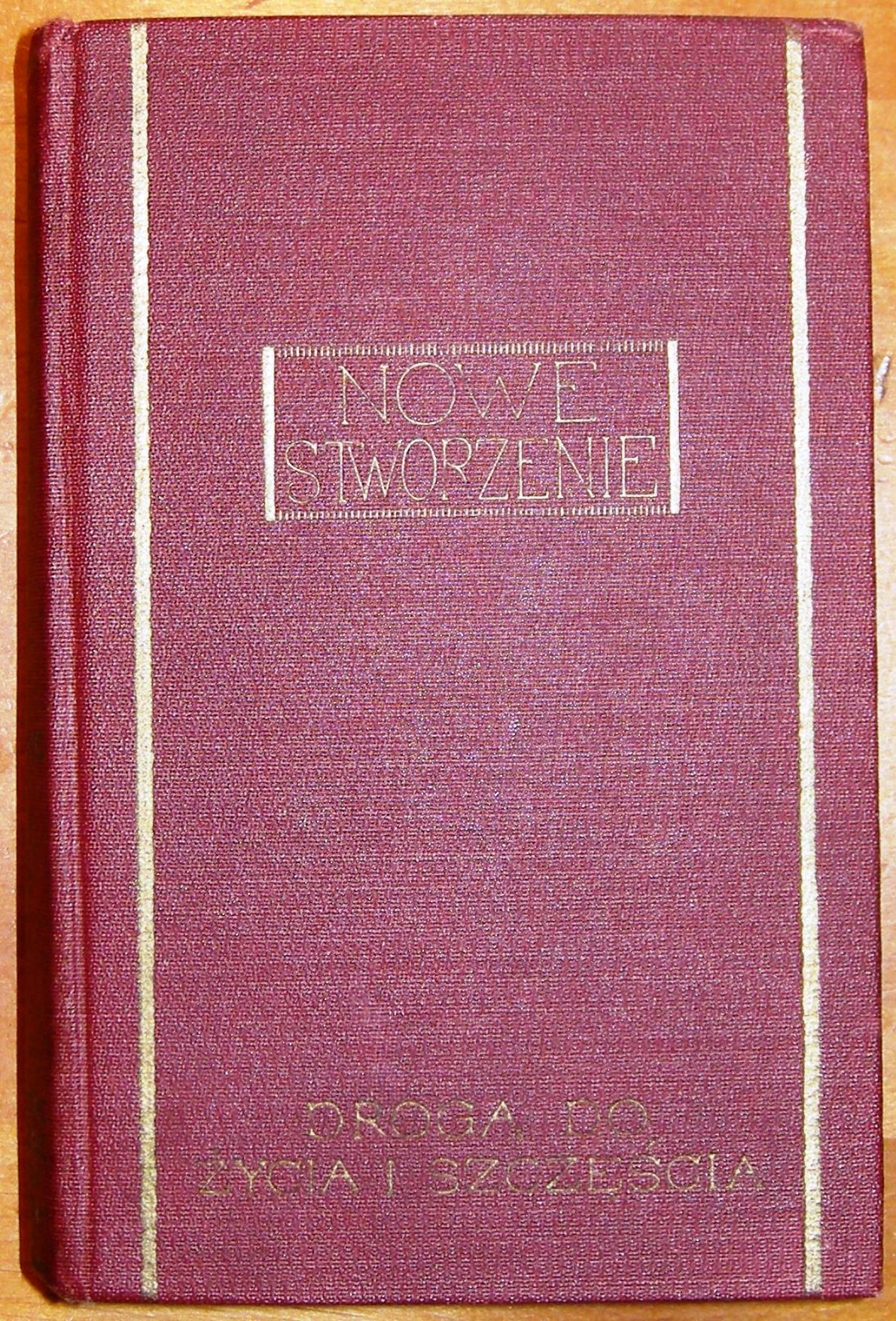
A Nova Criação

Estudos das Escrituras (Studies in the Scriptures) é o título de uma série de livros publicados por Charles Taze Russell (fundador do Movimento dos Estudantes da Bíblia) no final do século XIX e início do século XX. Originalmente, a série de volumes era chamada de Aurora do Milênio ("Millennial Dawn"), mas posteriormente, o título da série foi alterado para "Studies in the Scriptures" (Estudos das Escrituras).
O Pastor Russell, como era conhecido, escreveu durante sua vida 6 volumes para esta série. Após a sua morte, um sétimo volume foi publicado como "obra póstuma" pela diretoria sucessora da Sociedade Torre de Vigia, organização fundada por Russell, mas então presidida por Joseph Franklin Rutherford.
A série deixou de ser publicada pela Sociedade Torre de Vigia em 1928 devido a mudanças doutrinais que surgiram durante a presidência de J. F. Rutherford. Diversos grupos atuais de Estudantes da Bíblia (que não aceitaram tais mudanças) continuam até hoje publicando e distribuindo todos os 6 volumes de Estudos das Escrituras escritos por Russell, preservando assim os seus ensinos. Os volumes continuam sendo impressos e lidos por seus apreciadores. Em português estão disponíveis: O Plano Divino das Eras e O Tempo Está Próximo. O Volume 6, A Nova Criação, está no momento sendo traduzido pelos Estudantes da Bíblia Bereanos.

## Volumes

### The Divine Plan of the Ages
(O Plano Divino das Eras) Foi o primeiro volume da série, tendo sido publicado em 1886. Este livro contém impresso o que os Estudantes da Bíblia chamam de "Tabela das Eras", que separa tempos e épocas bíblicas em várias dispensações em analogia à Grande Pirâmide do Egito, que, segundo a maioria dos Estudantes da Bíblia acredita, representa o "altar a Jeová" descrito em Isaías 19:19-20. Este livro está disponível em português.

### The Time is at Hand
(O Tempo Está Próximo) Foi o segundo volume da série, tendo sido publicado em 1889). Este volume trata de cronologia bíblica referente a profecias, como a volta de Cristo. Este livro está disponível em português.

### Thy Kingdom Come
(Venha o Teu Reino) Foi o terceiro volume da série, tendo sido publicado em 1891. Um dos capítulos do livro trata exclusivamente da Grande Pirâmide egípcia como monumento construído sob a orientação de Jeová Deus afim de servir como "testemunha pétrea", ao lado da Bíblia. Este conceito piramidológico foi herdado por Russell de outros escritores cristãos tais como Joseph Seiss, Charles Piazzi Smyth e mesmo dentre alguns segundo-adventistas tais como George Storrs e Nelson H. Barbour - homens que lhe exerceram certa influência.

### The Battle of Armageddon
(A Batalha do Armagedom) Foi o quarto volume da série, tendo sido publicado em 1897 sob o título original de "The Day of Vengeance" (O Dia da Vingança) que foi alterado anos depois.

### The Atonement Between God and Man
(A Expiação Entre Deus e o Homem) Foi o quinto volume da série, tendo sido publicado em 1899.

### The New Creation
(A Nova Criação) Foi o sexto e último livro da série escrito por Russell, tendo sido publicado em 1904. Atualmente sendo traduzido pelos Estudantes da Bíblia Bereanos.

## Importância da leitura
O pastor Charles T. Russell dava muita importância aos seus escritos contidos nos Estudos das Escrituras. Embora não professasse ser um profeta ou mesmo divinamente inspirado, ele considerava os entendimentos contidos na série como verdades fundamentais de Deus. Por essa razão, os Estudantes da Bíblia consideravam a leitura dos Estudos das Escrituras tão importante para o entendimento da Bíblia. No seu periódico "The Watch Tower" (conhecido hoje como "A Sentinela"), o próprio Russell chegou a escrever:
| “ | "Os seis tomos de Estudos das Escrituras constituem praticamente a Biblia [em volume]. Não são meramente um comentário acerca da Bíblia, mas um estudo cabal da própria Bíblia... Não se pode descobrir o plano divino estudando apenas no Estudos da Bíblia. Se Alguém coloca de lado as Escrituras, mesmo depois de familiarizar-se com ela e se dirige apenas ao Estudos, dentro de dois anos volta às trevas. Ao contrário, se lê a Bíblia com as seus ensinos, ainda que não tenha lido sequer uma página de Estudo das Escrituras, ao cabo de dois anos estará na luz" | ” |
|   | — "The Watch Tower" de Setembro de 1910, p. 298 (em inglês). |   |